# 프로젝트
프로젝트(영어: project)는 일정한 기간 안에 일정한 목적을 달성하기 위해 수행하는 업무의 묶음을 말한다. 하나의 프로젝트는 정해진 기간, 배정된 금액, 투입인력 등 일정한 제약조건 하에서 각종 요구사항(requirement)을 수행하는 방식으로 진행된다.
줄여서 플젝(영어: pljec)이라고 부르며, 하나의 업무 또는 일을 나타내는 단위를 뜻하는 말로 많이 사용되고 있다. 

## 특징
프로젝트는 독특하고 잘 정의된 생성물 또는 결과를 만들어내기 위해 수행되는 일시적인 노력으로서, 시간, 예산, 요구사항(performance requirements)으로 구체화된다.
- "인도물(deliverable)" 또는 "결과"에는 제품 또는 서비스가 포함되나, 이에 국한되지 않는다.
- "일시적인"(temporary)은 어느 프로젝트든지 시작 날짜와 종료 날짜를 가진다는 것을 의미한다. 즉, 일반적인 의미로서 짧은 기간을 의미하는 것이 아니라, 노력의 지속 기간이 영구적(permanent)이지 않다는 뜻이다.
- 프로젝트는 점진적 상세화(progressive elaboration)로 이루어진다.
- 프로젝트란 분명한 목표를 달성하기 위하여 한정된 기간 동안 수행하는 활동을 말한다.

## 유명 프로젝트
- 맨해튼 계획(Manhattan Project)
- 인간 게놈 프로젝트(Human Genome Project)
- 아폴로 계획(Project Apollo)

## 같이 보기
- 프로젝트 관리